# 블레이블루: 캘러미티 트리거
《블레이블루: 캘러미티 트리거》는 아크 시스템 웍스가 개발한 2008년 대전 격투 게임이다. 《블레이블루》 시리즈의 첫 번째 작품이다. 아케이드용으로 먼저 출시됐으며, 이후 플레이스테이션 3, 엑스박스 360 및 마이크로소프트 윈도우으로 이식됐다. 2010년 플레이스테이션 포터블판이 《블레이블루: 캘러미티 트리거 포터블》이라는 제목으로 발매됐다.

## 출시
《캘러미티 트리거》는 16:9 비율과 768p 해상도를 지원하는 아케이드 기판 타이토 타입 X2로 제작돼 일본에서 2008년 11월 19일 처음 출시됐다. 2009년 6월 25일, 일본에서 플레이스테이션 3 및 엑스박스 360으로 가정용 이식판이 발매됐다. 유럽에선 P큐브와 젠 유나이티드가 배급을 맡았다.

## 참조

### 내용주
1. ↑  영어: BlazBlue: Calamity Trigger
2. ↑  영어: BlazBlue: Calamity Trigger Portable